# King Salmon River (Ugashik Bay)
Der King Salmon River ist ein Zufluss des Beringmeeres auf der Alaska-Halbinsel im Südwesten des US-Bundesstaats Alaska.

## Verlauf
Der 61 Kilometer lange Fluss entwässert den Mother Goose Lake an dessen Westufer. Er fließt anfangs in westlicher, später in nördlicher Richtung zur Ugashik Bay, einer kleinen Bucht an der Nordwestküste der Alaska-Halbinsel. Der Ugashik River mündet unmittelbar östlich des King Salmon River in die Ugashik Bay.  

## Name
Der Flussname leitet sich vom Königslachs (Oncorhynchus tshawytscha) ab, der im Englischen auch die Bezeichnung „King Salmon“ trägt. 

## Sonstiges
Im Jahr 2005 kam es am Vulkan Mount Chiginagak zur Entleerung eines säurehaltigen Kratersees. Die Säure floss in den Mother Goose Lake. In den Folgejahren kamen keine Lachse mehr zum Laichen.